# Federal-Express-Flug 705
Am 7. April 1994 wurde der Federal-Express-Flug 705, ein McDonnell Douglas DC-10-30-Frachtflugzeug, der von Memphis nach San José führen sollte, entführt, um einen erweiterten Suizid beziehungsweise Pilotensuizid durchzuführen.
Auburn Calloway, ein Angestellter der Federal Express, der wegen Betruges bei der Abrechnung seiner Flugstunden möglicherweise entlassen worden wäre, boardete den Flug als Dead-Head-Passagier mit einem Gitarrenkoffer, in dem sich mehrere Hämmer und eine Harpune befanden. Er plante, den Cockpit Voice Recorder vor dem Abheben auszuschalten, und sobald das Flugzeug in der Luft war, die Crew mittels der Hämmer zu töten. Die Harpune war als Reservewaffe gedacht. Anschließend wollte er das Flugzeug am Boden zerschellen und den Vorfall wie einen Unfall aussehen lassen. Im Falle eines Unfalls hätte seine Familie eine Lebensversicherung über 2,5 Millionen USD ausgezahlt bekommen.
Calloways Plan war nicht erfolgreich. Obwohl die Crew teils schwere Verletzungen erlitten hatte, war es ihr möglich, sich zu wehren, Calloway festzuhalten und das Flugzeug sicher zu landen. Vor Gericht plädierte die Verteidigung erfolglos auf Unzurechnungsfähigkeit. Calloway wurde unter anderem wegen versuchten Mordes und versuchter Luftpiraterie schuldig gesprochen und zu einer zweifachen lebenslangen Haftstrafe verurteilt.

## Flugdetails
Ursprünglich war Calloway als Flugingenieur dieses Fluges vorgesehen. Da er und seine Crew am Vortag die Maximalflugzeit um eine Minute überschritten hatten, wurde eine neue Crew zusammengestellt, welche aus dem 49-jährigen Kapitän David Sanders, dem 42-jährigen Ersten Offizier James Tucker und dem 39-jährigen Flugingenieur Andrew Peterson bestand. Die Fracht bestand aus Elektronik, welche für das Silicon Valley bestimmt war.

## Entführer
Der damals 42-jährige FedEx-Flugingenieur Auburn Calloway, ein ehemaliger Student der Stanford University (Abschluss 1974) und ein Navy-Pilot, brachte je zwei Zimmermannshämmer und Vorschlaghämmer sowie eine Harpune in einem Gitarrenkoffer ins Flugzeug. Kurz vor dem Flug überwies Calloway seiner Exfrau 54.000 USD.

## Entführungshergang
Als Teil des Plans, den Vorfall als Unfall zu tarnen, versuchte Calloway den Cockpit Voice Recorder (CVR) mittels Deaktivieren des Leitungsschutzschalters auszuschalten. Während der standardisierten Preflight-Checks vor dem Start bemerkte der Flugingenieur den deaktivierten Schalter und aktivierte den CVR wieder. Wäre der Anschlag auf die Crew gelungen, hätte das Flugzeug danach 30 Minuten weiterfliegen müssen, um die Aufzeichnungen zu überspielen. Rund 20 Minuten nach dem Abheben betrat Calloway das Cockpit und begann seinen Angriff. Jedes Besatzungsmitglied im Cockpit erlitt mehrere Hammerschläge, welche die Schädel Petersons und Tuckers brachen und Petersons oberflächliche Schläfenarterie unterbrach. Sanders berichtete, dass er während der ersten Züge des Angriffs keinerlei Emotionen aus Calloways Gesicht lesen konnte. Ein längerer Kampf entstand, während Tucker, ebenfalls ein ehemaliger Navy-Pilot, extreme Flugmanöver durchführte, indem er beispielsweise kopfüber flog, um den Entführer aus der Balance zu bringen.
Schlussendlich konnte Calloway von der Crew überwältigt werden, wenn auch erst nach Momenten der umgekehrten transsonischen Strömung, für welche das Flugzeug eigentlich nicht gebaut war. Sanders übernahm das Flugzeug, und Tucker, welcher seine rechte Körperhälfte nicht mehr bewegen konnte, ging nach hinten, um Calloway zusammen mit Peterson festzuhalten. Sanders kommunizierte mit der Flugverkehrskontrolle, um eine Notlandung auf dem Flughafen Memphis durchzuführen. In der Zwischenzeit, nachdem er schrie, er bekomme keine Luft mehr, begann Calloway wieder mit der Crew zu kämpfen.
Schwer beladen mit Kerosin und Fracht, war das Flugzeug viel zu schnell und zu hoch, um wie vorgesehen auf Piste 9 zu landen. Sanders fragte an, ob er auf der längeren Bahn 36 landen könne. Warnmeldungen des Computers ignorierend, und eine Serie scharfer Kurven, die das Limit der DC-10 ausreizten, fliegend, und obwohl das Flugzeuggewicht massiv über dem maximal erlaubten Landegewicht lag, konnte Sanders das Flugzeug sicher landen. Zu diesem Zeitpunkt hatte die Crew Calloway wieder mit letzten Kräften am Boden fixieren können. Als die Rettungsmannschaften über die ausgefahrenen Notrutschen ins Flugzeug kletterten, fanden sie den gesamten Bordküchen- und Cockpitbereich mit Blutspuren übersät vor.

## Folgen
Die Crew erlitt teils schwere Verletzungen. Tucker erlitt einen schweren mehrfachen Schädelbruch, welcher motorische Probleme mit seiner rechten Körperhälfte nach sich zog; zudem wurde ihm von Calloway der Kiefer ausgerenkt. Außerdem versuchte Calloway, ihm eines seiner Augen auszureißen und stach ihm in den rechten Arm. Sanders erlitt mehrere tiefe Schnittwunden am Kopf; zudem musste sein rechtes Ohr wieder angenäht werden. Petersons Schädel war gebrochen und seine oberflächliche Schläfenarterie unterbrochen. Der Schaden am Flugzeug belief sich auf 800.000 USD (1.272.923 USD, wenn inflationsbereinigt).
Calloway plädierte auf temporäre Schuldunfähigkeit, wurde jedoch zu einer zweifachen lebenslangen Haftstrafe wegen versuchten Mordes und versuchter Luftpiraterie verurteilt. Calloway sitzt seine Haftstrafe derzeit in der Strafvollzugsanstalt McCreary in  Kentucky ab (Insasse 14601-076).
Am 26. Mai 1994 verlieh die Air Line Pilots Association, International der Crew die Goldmedaille wegen Heldentums. Die Medaille ist die höchste Auszeichnung, welche ein Zivilpilot erhalten kann. Die versuchte Entführung war Thema in der Sendung Mayday – Alarm im Cockpit (auch als Mayday, Air Crash Investigation oder Air Emergency bekannt) des kanadischen Senders Discovery Channel. Die betreffende Episode (Staffel 3, Episode 4) wurde unter dem Titel „Selbstmordanschlag auf FedEx 705“ (Originaltitel Fight for Your Life) ausgestrahlt.
Das Flugzeug wurde am 31. Dezember 2022 außer Dienst gestellt.